# 하야미 쇼
하야미 쇼(일본어: 速水 奨, 1958년 8월 2일 ~ )는 일본의 성우이자 배우, 가수, 나레이터. 오오사와 사무소 소속. 효고현 다카사고시 출신이다.
본명은 오오하마 야스시(일본어: 大濱 靖). 부인은 성우인 이가라시 레이, 조카인 하야미 히데유키 또한 성우이다. 이전에는 프로덕션 바오밥, 아오니 프로덕션에 소속되어 있었다.

## 인물
고교시절 니시다 토시유키 주연의 세이넨자(青年座) 무대를 보고 감명받아 연극부에 들어갔다. 고교 졸업 후 도쿄에 계신 숙모에게 의지해 상경, 낮에는 무역회사에서 일하고, 밤에 세이넨자 양성소에서 연극을 배우며 생활하였다. 반년 뒤, 쿠사카 타케시를 동경해 게키단시키(劇団四季)로 이적하였다. 동기로는 에노키 타카아키가 있다.
게키단시키가 뮤지컬 노선으로 바뀜에 따라 고민하다, 1980년에 닛폰 방송에서 주최한 〈아마추어 성우 콘테스트〉에서 그랑프리 상을 받은 것을 계기로 성우로 데뷔하였다. 라디오 드라마 《초인 로크》나 닛폰 방송도 참여하였던 애니메이션 《천년여왕》 등에 출연하였다. 《초시공요새 마크로스》 첫 출연 (제 8화 롱게스트 버스데이) 및, 초기 출연작품에는 본명인 오오하마 야스시 명의로 크레디트되었다.
성우 활동 이외로 드라마 CD 《 Super Stylish Doctors Story（S.S.D.S）》시리즈의 원작을 담당하고 있으며, 자신도 주인공인 〈Dr.HAYAMI〉역으로 출연하고 있다. 또한 작사도 담당하고 있다.
기본적으로 애프터 레코딩 현장에서 실수하는 일이 거의 없다고 한다.
2006년에 사망한 처형의 아이이자, 조카인 하야미 히데유키를 양자로 삼았다.

## 출연작품
※굵은 글씨는 주연, 주요 캐릭터

### TV 애니메이션
1982년
- 기갑함대 다이라가-XV(이즈모 타츠오)
- 초시공요새 마크로스 (맥시밀리언 지나스)
- 꿀벌 마야의 모험 (미미즈의 마크)

1983년
- 기갑창세기 모스피다 (레니보이)
- 은하표류 바이팜 (제이나스호 함장)
- 성전사 단바인(번 버닝스 / 흑기사)
- 장갑기병 보톰즈(폴 포타리나)
- 초시공세기 보톰즈 (카츠라기 케이)
- 특장기병 돌백 (이델 총사령관)
- 미래경찰 우라시맨 (라이선더)
- 들장미 소녀 제니 (어윈)
- 초시공세기 오거스 (카츠라기 케이)

1984년
- 기갑계 가리안 (하이샬타트)
- 은하배틀 PJ (짐)
- 갓 마징가 (엘도 왕자)
- 중전기 엘가임 (갸브레 드 갸브레이)
- 성총사 비스마르크 (사신 키트)
- 명탐정 홈즈 (킨노스케)
- 루팡 3세 시리즈 (피터, 로버트)

1985년
- 푸른 유성 SPT 레이즈나 (로져)
- 알프스의 장미 (장 잭 콜트)
- 메카독 (야마다)

1986년
- 명견 실버 (사천왕)
- 데테라맨 (야미츠 오니)
- 하이스쿨 기면조 (류노 닌지야, 스가타 카자루)
- 머신로봇 크로노스의 대역습 (타후토레이라, 다이야맨, NO.4구로기론, 가르디 스톨, 나레이터)

1987년
- 붉은 광탄 질리온 (바론 릭스)
- 안미츠 공주 (왕자 목소리, 에스카르고)

1988년
- 에스퍼 마미 (유이치로, 타카네)
- 시티헌터 (사브)

- 시티헌터 2(사브)

- 트랜스포머 초신 마스터포스 (닌자기사 식스나이트)

1989년
- 맛의 달인 (야나기시로 류, 오오야마 무네이치, 이시모토 쿄이치)
- 수신 라이가 (닥터 가이스트)
- 세인트 세이야 (해마 바이언)
- 시간탐험대 (엘리엇 네스)
- 슈퍼 그랑죠 (아이스반)
- 미라클 자이언트 도우무군 (카를로스)
- 란마 ½ 열투편 (오샤만베 규노스케)
- 바람의 전사 (아스카 무사시)

1990년
- 아이돌전설 에리코 (사쿠라기 테츠야)
- 카라쿠리 검호전 무사시로드 (쥬우베)
- 사무라이 피자 캣츠 (프린스)
- 드래곤볼 시리즈

- 드래곤볼 Z(자본)
- 드래곤볼 Z 단 하나의 최종 결전 ~프리더에게 도전한 Z전사 손오공의 아버지~ (자본)

- 마신영웅전 와타루 2 (에라하리 선장, 와이어트 오르넨)
- 삼목동자 (키도)
- 용자 엑스카이저 (엑스카이저/킹 엑스카이저/드래곤 카이저 /그레이트 엑스카이저)

1991년
- 기갑경찰 메탈잭 (트로이달)
- 근육맨 (테리맨, 더 닌쟈, 더 호크맨)
- 시티헌터 91 (사브)
- 신세기 사이버 포뮬러 (스고 오사무, 나이트 슈마하)
- 루팡 3세 나폴레옹의 사전을 빼앗아라 (에릭)

1992년
- 짱구는 못말려(삼장법사)
- 남국소년 파푸와군 (매지크 총수)
- 꽃의 천사 마리벨 (파파벨)
- 전설의 용자 다간 (다간 / 다간 X / 그레이트 다간 GX, 가온)
- 삼국지 (요코야마 미쓰테루) (제갈량)

1993년
- 요술소녀 (남작) *29화
- 무책임 함장 테일러 (야마모토 마코토)

1994년
- 떳다! 럭키맨 (예술성인 보스)
- 패왕대계 류나이트 (리켈)
- 마크로스 7 (맥시밀리언 지너스)

1996년
- 괴도 세인트 테일 (이와자키) *27화
- B'T X (라이)

1997년
- 큐티 하니 F (황혼의 프린스 / 프린스 제라)
- 요리왕 비룡 (리엔)
- 명탐정 코난 (이마노 시로, 하타무라 슈이치)
- 루팡 3세 왈서 P38 (잭)
- 초수전설 게슈탈트 (G)

1998년
- 가사라키 (고와 키요츠구)
- 소년탐정 김전일 (에도가와 켄지)
- 시리얼 익스페러먼츠 레인 (에이리 마사미)
- 트라이건 (니콜라스 D 울프우드)
- 구슬동자 (엘리트봉)
- LEGEND OF BASARA (나기)
- 로도스도 전기 영웅기사전 (아슈람)
- 레인 (에이리 마사미)

1999년
- 소년탐정 김전일 (쿄고쿠 유스케)
- 세라핌콜 (나카자와 쇼타로)※ 5・6화
- 팻숍 오브 호러즈 (이아손 그레이)
- 빅토리 구슬동자 (베스트봉)

2000년
- 인형조종사 사콘 (구죠 나오히토)
- 기어 전사 덴도우 (이즈모 겐이치,제로,가르파 황제)
- 어둠의 후예 (무라키 카즈타카)

2001년
- 학교괴담 (다빈치)
- 프로젝트 암스 (키스 레드)
- 꼬마 마법사 레미 더욱더 (히로시 타쿠로의 아버지, 테츠로)

2002년
- 사무라이 디퍼 쿄우 (오다 노부나가)
- 스타크래프트 (알다리스)
- 초중신 그라비온 (클레인 샌드맨)
- 불꽃의 미라쥬 (나오에 노부츠나)

2003년
- 크로노 크루세이드 (유안 레밍턴)
- 출격! 머신로보 레스큐 (머신커맨더 로보, 닥터 카이저(카이저 G의 인간시절))
- 포트리스 (데스맨더)
- 명탐정 코난 (타카하시 쥰이치)

2004년
- 사무라이 참푸루 (쇼류) ※ 10화
- 초중신 그라비온 츠바이 (클레인 샌드맨 / 지크 에리크마이어)
- 강철의 연금술사 (프랭크 아쳐 대위)
- 따끈따끈 베이커리 (마이스터 키리사키)

2005년
- 블랙캣 (샹디=프란베르크, 아누비스)
- 블리치(아이젠 소스케)
- 포켓몬스터 AG (아단)
- 트랜스포머 사이버트론 (메가 벡터 프라임)
- 피치걸 (오카야스 료)

2006년
- 이누카미!(카리나 시로/차회 예고)
- 은혼 (우미보즈, 야쿠자)
- 사랑하는 천사 안젤리크 ~마음이 눈뜰 때~ (빛의 수호성 쥴리어스)
- 코요테 래그타임 쇼 (헌터 베넷) *7화
- 사상최강의 제자 켄이치 (마피아) *크레딧에는 마피아의 이름이 나오지 않고 하야미 쇼의 이름만 나옴.
- NANA (나리타 미츠루)
- 블랙 잭 21 (닥터 키리오)
- 명탐정 코난 (라우스 타츠히코)
- 요시무네 (무네마사, 죠치지로 등)

2007년
- 월면토병기 미이나 (라리 성인)
- 사랑하는 천사 안젤리크 ~빛나는 내일~ (빛의 수호성 쥴리어스)
- 수신연무 (쇼가쿠)
- 멋진 탐정 라비린스 (세이쥬)
- 세인트 비스트 ~광음서사시천사담~ (타천사 루시퍼)
- 도화월탄 (카미아즈마 키요하루, 카미아즈마 세이지)
- 무장연금 (사카구치 쇼세이)
- 프리즘 아크 (암흑기사)
- 명탐정 코난 (미노와 쇼헤이)
- 바카노! (데일리 데이즈 신문사 사장)

2008년
- 앨리슨과 리리아(니히토)
- 강철의 라인배럴 (키리야마 에이지]]
- 신령사냥 GHOST HOUND (스네이크, 카이바라 마사토)
- 테일즈 오브 디 어비스 (로렐라이)

2009년
- 신곡주계 폴리포니카 크림슨 S (학원장/ 시다라 레이토스)
- 세븐 고스트 (아야나미)
- 전국바사라 (아케치 미츠히데)
- 화이트 앨범 (오가타 에이지)
- 명탐정 코난 (모로후시 타카아키)
- 메탈파이트 베이블레이드 폭 (하가네 류세이, 나레이션)

2010년
- 케로로 군조 (아게하르트)
- 메탈파이트 베이블레이드 폭 (하가네 류세이, 나레이션)
- 디지몬 크로스워즈 (와이즈몬)

2014년
- 주문은 토끼입니까? (카후우 타카히로)

2015년
- 주문은 토끼입니까?? (카후우 타카히로)
- 죠죠의 기묘한 모험 스타더스트 크루세이더즈 (바닐라 아이스)
- 암살교실 (아사노 가쿠호)

2020년
- 히프노시스 마이크 (진구지 쟈쿠라이)

### 극장판 애니메이션
2021년
- 극장판 주술회전 0

2024년
- 명탐정 코난: 100만 달러의 오릉성 - 모로후시 타카아키

### OVA
1988년
- 은하영웅전설 (아달베르트 폰 파렌하이트)

1989년
- 풍마의 코지로 (아스카 무사시)

1992년
- 사이버 포뮬러 더블원 (스고 오사무)

1994년
- 나의 지구를 지켜줘 (시온)
- 사이버 포뮬러 제로 (스고 오사무)
- 신 큐티하니 (라이트 시장)

1996년
- 사이버 포뮬러 사가 (스고 오사무)